# آتش در آسمان
آتش در آسمان (انگلیسی: Fire in the Sky) یک فیلم در ژانر علمی تخیلی و معمایی به کارگردانی رابرت لیبرمن محصول سال ۱۹۹۳ ایالات متحده آمریکا است.

## بازیگران
- دی بی سویینی در نقش واقعه شیء ناشناس پرنده تراویس والتون
- رابرت پاتریک در نقش Mike Rogers
- جیمز گارنر در نقش Lt. Frank Watters
- کریگ شفر در نقش Allan Dallis
- پیتر برگ در نقش David Whitlock
- هنری توماس در نقش Greg Hayes
- Bradley Gregg در نقش Bobby Cogdill
- کاتلین ویلهویت در نقش Katie Rogers
- Georgia Emelin در نقش Dana Rogers
- اسکات مک‌دونالد (بازیگر) در نقش Dan Walton
- نوبل ویلینگهام در نقش Sheriff Blake Davis
- Charles Foote در نقش Paramedic